# 中山サーキット
座標: 北緯34度47分9.84秒 東経134度10分36.68秒 / 北緯34.7860667度 東経134.1768556度
中山サーキット（なかやまサーキット）は岡山県和気郡和気町にある自動車レース場。株式会社山陽スポーツランドによって運営されている。

## 歴史
1971年に開設された。日本自動車連盟（JAF）の公認サーキットコースとしては鈴鹿サーキット、富士スピードウェイ、筑波サーキットに続く4番目に古いサーキットである。ただし2009年現在はJAFの公認を返上しており、レーシングカートコースのみJAFの公認を受けている。
当初は1550mのコースであったが、1989年に2007mの現コースに改修された。

## コース
- 4輪コース - 全長2007m
- カートコース - 全長740m

## イベント
- 全日本カート選手権

過去には『ウエストジャパンツーリーグカーレース』という独自のイベントが年10戦程度開催されていた。
月に数回、中山G&D走行会をしており平日より安い値段で走れるイベントを行っている。

## アクセス
- 山陽自動車道和気インターチェンジから約1.5km